# Per Hallström
Per August Leonard Hallström (født 29. september 1866 i Stockholm, død 18. februar 1960 i Nacka) var en svensk digter.
Hallström gennemgik den tekniske højskole i sin fødeby og drog 1888 til Amerika. Efter sin hjemkomst et par år senere optrådte han som digter med en samling Lyrik och fantasier. Skønt denne samling endnu indeholdt adskilligt af firsernes samfundsstormeri, var der også digte, der pegede i en anden retning, og Hallström indtog snart sin plads i den kreds af forfattere, der dannede den nye romantiske skole i halvfemserne. Han har skrevet såvel digte som dramaer og prosaiske fortællinger, og det er især disse sidste, der gjorde ham yndet som en af den svenske litteraturs ypperste forfattere i sin tid. Han udmærkede sig ved en original, varm sympatisk opfattelse af menneskelivet, en betydelig sans for den fineste sjælelige analyse og et gennemkultiveret sprog. I 1908 blev Hallström medlem af Svenska Akademien, hvis sekretær han var 1931-41 (efter Karlfeldt).
Blandt hans værker kan nævnes Vilsna fåglar (1894), Purpur (1895), Briljantsmycket (1896), Thanatos (1900), En veneziansk komedi (1901), Döda fallet (1902), Gustaf Sparfverts roman (1903), Skogslandet (1904), De fyra elementen (1906), En skälmroman (1906); en egen Plads indtager det vittigkåde drama Erotikon. Næsten alle hans bøger er udkomne i mange oplag, og adskillige af dem foreligger i dansk oversættelse ved Julius Clausen. Hallström er, foruden at fortsætte sin særprægede novelle- og romandigtning, senere optrådt som essayist med Skepnader och tankar (1910), Levande dikt (1914), Konst och liv (1916); desuden udgav han Shakespeare i ny oversættelse (som dog aldrig formåede konkurrere ud den klassiske ved Hagberg).